# Laurel und Hardy: The Midnight Patrol
The Midnight Patrol (deutsch: Dick und Doof als Polizisten / Die Mitternachtspatrouille / Als Polizisten / Die Hüter des Gesetzes / Bestellen Sie zwei Särge) ist eine US-amerikanische Kurzfilm-Komödie mit dem Komikerduo Laurel und Hardy in den Hauptrollen. Der Film entstand 1933 unter der Regie von Lloyd French.

## Handlung
Laurel und Hardy sind als frischgebackene Polizisten für ihren neuen Job bemerkenswert ungeeignet. Sie lassen sich am eigenen Streifenwagen die Reifen klauen, während sie am Steuer sitzen und eine Stulle verdrücken. Sie schaffen es nicht, die Adresse für einen Einsatzort aufzuschreiben und lassen sich von einem Geldschrankknacker, den sie auf frischer Tat antreffen, aber nicht als solchen erkennen, einen Bären aufbinden. Schließlich am Einsatzort haben sie groteske Probleme, sich Zugang zu einer Villa zu verschaffen, in die vermeintlich eingebrochen wurde. Der letztlich geschnappte Einbrecher erweist sich jedoch als Besitzer des Hauses, der sich nur ausgesperrt hatte. Zu allem Überfluss handelt es sich bei dem Herrn um den Polizeichef. Auf die Polizeiwache gebracht klärt sich das Missverständnis. Außer sich vor Wut lässt sich der Polizeichef eine Waffe reichen, erschießt die nicht mehr im Bild zu sehenden Laurel und Hardy hinterrücks und sagt lapidar zu seinen Leuten: „Ruft den Gerichtsmediziner“.

## Produktion
Der vom 24. Juni bis 6. Juli 1933 in den Hal Roach Studios gedrehte Film kam am 3. August 1933 im Verleih von MGM in die Kinos.
The Midnight Patrol hat ein für Filme des Duos sehr ungewohnt hartes Ende. Im deutschen Verleih wurde es weggelassen, um die Freigabe für Jugendliche nicht zu gefährden.
Dies ist einer der wenigen Laurel und Hardy Filme, die einen afroamerikanischen Charakter in Gestalt des Butlers des Polizeichefs zeigen. Es sollte zusätzliche Szenen geben, in denen Louise Beavers ein Dienstmädchen spielt, diese fielen aber Kürzungen zum Opfer.

## Rezeption
The Midnight Patrol ist in den Augen von Kritikern, die sich intensiv mit dem filmischen Schaffen von Laurel und Hardy beschäftigt haben, ein Juwel mit einigen der humorvollsten Szenen überhaupt. Trotz eines angestrengten Aufbaus der Handlung wird ihre Selbstverständlichkeit gelobt.